# Sayyid Majid ibn Said
Sayyid Majid ibn Said al Bu Said, född 1834, död 7 oktober 1870, var den förste sultanen av Zanzibar. Han var son till sultanen av Oman Said ibn Sultan.